# Ерфурт (округ)
Округ Ерфурт (нім. Bezirk Erfurt) — адміністративно-територіальна одиниця Східної Німеччини у 1952-1990 роках. Адміністративним центром та головним містом був Ерфурт.

## Історія
Округ разом із іншими тринадцятьма було утворено 25 липня 1952 року в результаті адміністративної реформи та скасування федеративних земель. Його було ліквідовано після 3 жовтня 1990 року у зв'язку з возз'єднанням Німеччини, а територію включено до складу відновленої землі Тюрингія.

## Географії

### Розташування
Округ Ерфурт межував з іншими округами Східної Німеччини, Магдебург, Галле, Гера, Зуль, а також із західнонімецькими землями Гессен та Нижня Саксонія.

### Внутрішній поділ
Округ поділявся на 15 районів (нім. Kreise): 2 міських райони (Stadtkreise) та 13 сільських районів (Landkreise): 
- Міські райони: Ерфурт; Ваймар.
- Сільські райони: Апольда; Арнштадт; Айзенах; Ерфурт-Лянд; Гота; Хайлігенштадт; Лангензальца; Мюльгаузен; Нордгаузен; Зьоммерда; Зондерсгаузен; Ваймар-Лянд; Ворбіс.

## Зовнішні посилання
Вікісховище має мультимедійні дані за темою: Округ Ерфурт